# HD140921
HD140921 — хімічно пекулярна зоря спектрального класу
A5 й має видиму зоряну величину в смузі V приблизно 10,1.